# Maria Regent-Lechowicz
Maria Regent-Lechowicz z domu Berger (ur. 29 lipca 1925 w Radomiu, zm. 15 listopada 2008 w Warszawie) – polska sędzia i działaczka społeczna, posłanka na Sejm PRL II kadencji (1957–1961), wiceminister sprawiedliwości (1978–1982), ambasadorka PRL w Szwecji (1983–1987).

## Życiorys
W czasie II wojny światowej była słuchaczką tajnych wykładów, pracowała również jako maszynistka w firmie „Ericsson”. W warunkach okupacji w 1943 złożyła egzamin maturalny w Radomiu. W ramach tajnych kompletów uczestniczyła w nauczaniu uniwersyteckim organizowanym w Radomiu przez wykładowców UW. W 1947 uzyskała magisterium na Wydziale Prawa Uniwersytetu Jagiellońskiego. W 1970 obroniła doktorat z dziedziny prawa pod kierunkiem Jerzego Śliwowskiego na Uniwersytecie Mikołaja Kopernika.
W 1950 zdała egzamin sędziowski i została mianowana asesorką sądową. Od 1951 pracowała w sądzie rodzinnym w Radomiu (m.in. jako przewodnicząca wydziału karno-rewizyjnego). Od 1953 orzekała w Sądzie Wojewódzkim w Kielcach (orzekając w wydziale zamiejscowym w Radomiu). Sprawowała mandat radnej Miejskiej Rady Narodowej. W 1957 przeniosła się sądu wojewódzkiego w Warszawie. Od 1961 do 1967 pracowała w Ministerstwie Sprawiedliwości jako dyrektorka Departamentu Spraw Nieletnich. Od 1967 do końca lat 70. była radczynią MS. W 1967 zasiadała w polskiej delegacji na XXII sesję Zgromadzenia Ogólnego ONZ.
W 1949 wstąpiła w szeregi Stronnictwa Demokratycznego, gdzie od 1965 zasiadała w Radzie Naczelnej i Centralnym Sądzie Partyjnym. Była także szefową zespołu Centralnego Komitetu ds. Młodzieży. Z ramienia Stronnictwa znalazła się w Sejmie PRL II kadencji w 1957 jako reprezentantka okręgu Radom. Zasiadła w Komisjach Wymiaru Sprawiedliwości oraz Kultury i Sztuki. Wybrano ją na Sekretarz Sejmu.
W 1974 Rada Państwa mianowała ją sędzią Sądu Najwyższego (orzekała w Izbie Karnej; ponowna nominacja do SN w 1977). Od kwietnia 1978 do grudnia 1982 sprawowała funkcję podsekretarz stanu w Ministerstwie Sprawiedliwości. Była członkinią Komitetu ds. Likwidacji Dyskryminacji Kobiet ONZ (1982–1986). W 1983 rozpoczęła misję ambasadora PRL w Szwecji. Była wówczas jedynym politykiem SD sprawującym funkcję ambasadorską, a zarazem pierwszą w historii Polski kobietą na stanowisku ambasadorskim. W 1985 przewodniczyła obradom XIII Kongresu SD jako delegatka z województwa tarnobrzeskiego. W 1987 powróciła do kraju.
Odznaczona m.in. Krzyżem Kawalerskim Orderu Odrodzenia Polski, Złotym i Srebrnym Krzyżem Zasługi oraz Medalem "20-lecia Światowej Rady Pokoju" (1969).
Córka Stanisława i Wandy. Jej bratem był Janusz Karsz (1911–1971), aktor, reżyser i kierownik pracowni teatrów lalkowych, siostrą – Elżbieta Wnukowa. Z pierwszym mężem miała syna i córkę. Jej drugim mężem był Włodzimierz Lechowicz.
Zmarła w listopadzie 2008. Została pochowana na cmentarzu rzymskokatolickim w Radomiu.